# Whitfieldia
Genre
Classification phylogénétique
Whitfieldia est un genre de plantes à fleurs de la famille des Acanthaceae. Ce sont des plantes herbacées originaires d'Afrique tropicale.

## Liste des espèces
Selon "The Plant List" 6 octobre 2012
- Whitfieldia elongata  (P.Beauv.) De Wild. & T.Durand ,  (1899)
- Whitfieldia liebrechtsiana  De Wild. & T.Durand ,  (1899)
- Whitfieldia preussii  (Lindau) C.B. Clarke ,  (1899)
- Whitfieldia stuhlmannii  (Lindau) C.B. Clarke ,
- Whitfieldia thollonii  R. Benoist ,

## Espèces aux noms synonymes, obsolètes et leurs taxons de référence
Selon "The Plant List" 6 octobre 2012
- Whitfieldia brazzei C.B. Clarke = Whitfieldia thollonii  R. Benoist ,
- Whitfieldia gilletii De Wild. 	= Whitfieldia thollonii  R. Benoist ,
- Whitfieldia longiflora S.Moore  = Whitfieldia elongata  (P.Beauv.) De Wild. & T.Durand ,  (1899)
- Whitfieldia longifolia T.Anderson   = Whitfieldia elongata  (P.Beauv.) De Wild. & T.Durand ,  (1899)
- Whitfieldia longifolia var. perglabra (C.B. Clarke) Hutch. & Dalziel  = Whitfieldia elongata  (P.Beauv.) De Wild. & T.Durand ,  (1899)
- Whitfieldia perglabra C.B. Clarke   = Whitfieldia elongata  (P.Beauv.) De Wild. & T.Durand ,  (1899)
- Whitfieldia subviridis C.B. Clarke   = Whitfieldia elongata  (P.Beauv.) De Wild. & T.Durand ,  (1899)
- Whitfieldia tanganyikensis C.B. Clarke   = Whitfieldia elongata  (P.Beauv.) De Wild. & T.Durand ,  (1899)

## Espèces au statut non encore résolu
Selon "The Plant List" 6 octobre 2012
- Whitfieldia arnoldiana De Wild. & T.Durand
- Whitfieldia colorata C.B.Clarke
- Whitfieldia lateritia Hook.
- Whitfieldia latiflos C.B.Clarke
- Whitfieldia laurentii C.B.Clarke
- Whitfieldia letestui Benoist
- Whitfieldia orientalis Vollesen
- Whitfieldia purpurata (Benoist) Heine
- Whitfieldia rutilans Heine
- Whitfieldia seretii De Wild.
- Whitfieldia striata (S.Moore) Vollesen
- Whitfieldia sylvatica De Wild.